# Veratrol
1,2-Dimetoxibenzeno, comumente conhecido como veratrol, é um composto orgânico com a fórmula C6H4(OCH3)2. É um líquido incolor, com um odor agradável e levemente solúvel em água. É o éter dimetílico derivado do pirocatecol.  

## Usos e ocorrência
Veratrol é um bloco de construção para síntese orgânica de outros compostos aromáticos. Veratrol é relativamente rico em elétrons e por isso sofre facilmente substituição eletrofílica.